# Législature 2009-2013 de la Chambre des députés du Luxembourg
8 juillet 2009 - 12 novembre 2013

4 sessions ordinaires
31e 33e
Au Grand-Duché de Luxembourg, la législature 2009-2013 de la Chambre des députés est un cycle parlementaire qui s'ouvre le 8 juillet 2009, à la suite des élections législatives du 7 juin 2009, pour s'achever de manière anticipée le 12 novembre 2013.
Du 28 juillet 2009 au 12 novembre 2013, Laurent Mosar est le président de la Chambre des députés.

## Composition de l'exécutif

### Grand-duc de Luxembourg
Lors du passage à la législature 2009-2013, Henri est grand-duc de Luxembourg depuis 8 ans, 9 mois et 16 jours.

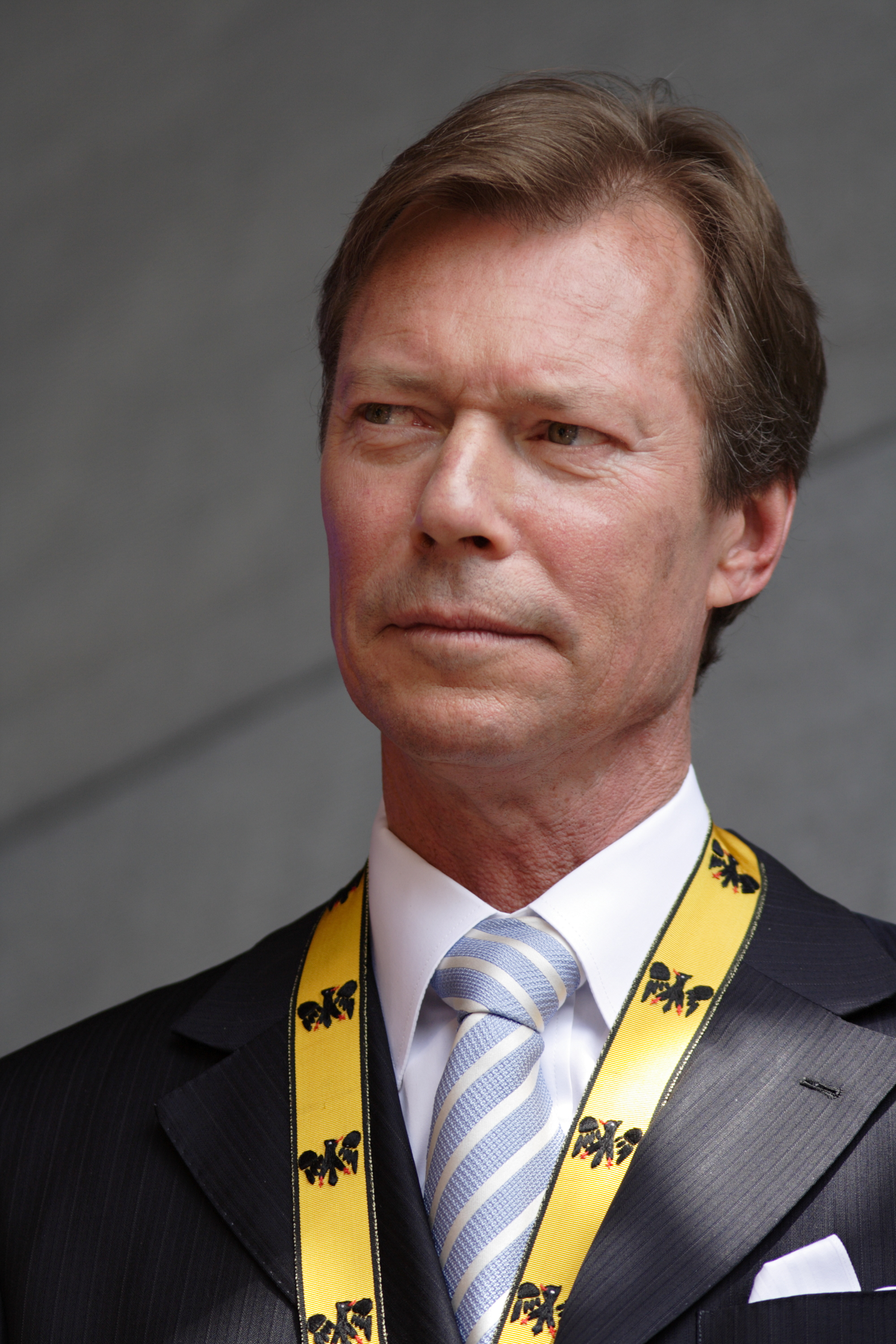
Henri, grand-duc de Luxembourg depuis le 7 octobre 2000.

- Henri,
grand-duc de Luxembourg
depuis le 7 octobre 2000.

### Premier ministre et gouvernement
Jean-Claude Juncker est nommé à la tête du gouvernement le 23 juillet 2009 par Henri.
| Gouvernement | Gouvernement | Gouvernement                      | Dates (Durée)                                                 | Parti(s)   | Premier ministre    | Composition initiale |
| ------------ | ------------ | --------------------------------- | ------------------------------------------------------------- | ---------- | ------------------- | -------------------- |
|              |              | Gouvernement Juncker-Asselborn II | 23 juillet 2009 - 4 décembre 2013 (4 ans, 4 mois et 11 jours) | CSV - LSAP | Jean-Claude Juncker | 15 ministres         |

## Composition de la Chambre des députés

### Résultats des élections législatives de 2009
| Sud Est Centre Nord |